# Rocket (revista)
Rocket fue una revista de historietas de ciencia ficción, creada en Chile en 1965, lanzada por la Editorial Zig Zag, y que alcanzó los 29 números quincenales. Fue un proyecto de adaptación de la idea del comic book estadounidense, es decir que ya no era miscelánea como las anteriores revistas de historietas chilenas, sino dedicada a un género particular. Su éxito dio pie a la consecutiva eclosión de revistas de historietas chilenas de Zig Zag, donde se presentaron temas, géneros y personajes creados por artistas nacionales, y que se mantuvo hasta la primera mitad de los años 70. En ellas, el género historietístico de aventuras de dibujo realista tuvo un desarrollo especializado e interesante.

## Trayectoria editorial
Según puede desprenderse de testimonios orales y escritos, uno de los cuales es citado por Moisés Hasson, Rocket fue un proyecto concebido y presentado a Zig Zag por el dibujante y guionista Themo Lobos, quien asumió su dirección, aunque fue la empresa quien quedó como propietaria de la revista, de acuerdo tal vez a la costumbre de aquel tiempo respecto a la propiedad intelectual y las marcas de nombres. Por lo mismo, fue realizada en el Departamento de Historietas de la Editorial, donde los dibujantes y guionistas laboraban en las dependencias de la Editora, ganando según cada página producida.
Cuando Lobos abandonó el proyecto, poco más de un año después de su aparición, Zig Zag respetó su propiedad artística y cerró la revista, para continuar la idea seis meses más tarde bajo el nuevo título de Robot, en la que siguieron escribiendo y dibujando varios de los colaboradores de Rocket. Según los testimonios orales, Themo Lobos dejó la revista debido al agobio del trabajo administrativo, al cual no se pudo someter, y no a un declive de lectores o a un cambio de idea editorial. Al contrario, en la sección de correo del N.º 26 se anunciaba su salida semanal, respondiendo a las solicitudes de los lectores. Desafortunadamente, cerraría tres números después.
Cristián Díaz Castro informa que Rocket salió a circulación en febrero de 1965, y el último número (29) es probablemente de marzo de 1966. Robot apareció en septiembre de 1966 y el último número (10) es de enero de 1967. Rocket publicaba en cada número entre 5 y 6 historietas cortas, de entre 4 a 8 páginas, y excepcionalmente de 10 o 12 páginas, e incluía historietas del género cómico y páginas de humor, además de una o dos páginas de la serie didáctica “El camino del espacio”. Robot, en cambio, presentó historias más largas, de entre 10 y 12 páginas o más, y no incluyó humorismo.

## Dibujantes y argumentistas
Aprovechando los recuentos de Cristián Díaz Castro:
Dibujantes: Gilberto Ulzurrún, Abel Romero, Themo Lobos, Juan Francisco Jara, Christian Pardow, Máximo Carvajal, Lincoln Fuentes, Luís Rosales, Germán Gabler, René Poblete, Juan Araneda, Oscar Camino, Andrés Núñez, Ricardo González, Miguel Aránguiz, Enrique Calvo, Luís Cerna, Ismael Chirón, Bernardo Aravena, David Maturana, Debe agregarse a Rubén Orellana y J.R. Gutiérrez.
Argumentistas: José Nazario (Themo Lobos), Germán y Guillermo Gabler, Isabel de Hagel, Alan Time, Eduardo Smith, Hernán Escobar, Sergio Hazeldine, Nelson Rivera, Oscar Camino. 
Páginas de Humor: Ric, Luís Cerna, Charles, Estades, Hervi, Rufo, Guidú, Pal, Jorcar, Fernando Felgueras, Themo Lobos, Chiko y Jalid. Historietas humorísticas: de Themo Lobos y Adolfo Urtiaga.
Los textos y dibujos de “El camino del espacio” son de Miguel Aránguiz, y los de "Muerte en el espacio" son de Oscar Camino
Themo Lobos, Máximo Carvajal, Christian Pardow, David Maturana, son, en general, sus propios argumentistas. Juan Araneda es autor de “El visitante” (N.º 8) y “Ficción” (N.º 17). Lincoln Fuentes es autor de “El camarada” (N.º 13). “Recuerdo” (N.º 29) está firmada por E. Dazid.

## Temáticas y género
No parecía crucial para el trabajo de los argumentistas y dibujantes tener una exactitud conceptual del género literario (ciencia ficción, fantaciencia, anticipación u otras definiciones). Buscando hoy esa exactitud dura, probablemente se trata de fantaciencia. De cualquier modo, aceptamos la autodefinición de C/F dada por la misma revista, lo que quizá es decir de Themo Lobos, que era un conocedor atento, en la apertura de la sección “La nave correo” (N.º 9), donde responde a un lector:

“Tiene razón al indicarnos que lo que se ha publicado en ‘Rocket’ no es ‘ciencia ficción’ sino ‘historietas de anticipación’. Pero el nombre ‘ciencia ficción’ es más amplio y nos da más campo para los temas, ya sean científicos, fantásticos, o de ‘anticipación’”.

Según se desprende de una revisión de sus temas e imágenes más frecuentes, Rocket estaba dedicada especialmente a imaginar la aventura espacial (vista como conquista, exploración científica o explotación de riquezas); el avance científico-tecnológico del futuro, representado en los robots y en las máquinas del tiempo, y al encuentro con los alienígenas, o con mundos y seres desconocidos, en claves de amistad o guerra. El N.º 10 estuvo dedicado a los robots, y el N.º 22 a los Ovnis. En el texto editorial incluido en la primera página del N.º 22 leemos:
La fiebre de los Ovnis o platillos voladores ha recrudecido. Han sido observados nuevamente y con gran frecuencia en Chile y el resto del mundo. ¿Qué son? ¿De dónde vienen? ¿Qué intenciones traen? ¿Acaso proceden de la misma tierra? ¿O son emisarios de una civilización que existe en otro sistema solar, y pretenden invadirnos? ¿Serán observadores de nuestro mundo, así como nosotros, los terrestres, observamos y sondeamos los demás planetas de nuestro sistema solar?
De acuerdo a una revisión de los 14 primeros números, alternando a los temas principales se presentan historias con el tema del subconsciente, la mente, o especulaciones de índole psíquica, y ambientaciones de la c/f en el género detectivesco y del Western. En el N.º 5, con “La otra caverna” aparece la combinación de hombres prehistóricos, o ambientaciones de la prehistoria con los experimentos de máquinas del tiempo. En el N.º 7, en “Mundo nuevo” aparece la combinación de culturas primitivas con hombres del futuro, y en la misma una primera especulación sobre el origen de civilizaciones míticas del pasado. Los nuevos "adanes y evas" aparecen ya en el N.º 1 como sub-tema en “Reparación”, y están muy asociados a los re- comienzos de la civilización después de la catástrofe nuclear. Las historias de intención humorística e irónica, dentro del género de dibujo realista, aparecen en el N.º 8, con “Amenaza submarina”, aunque “Disfraz” del N.º 3 ya tenía un tono jovial. El estilo realista siempre fue complementado con historietas del género humorístico, de dibujo cómico, y con las páginas de humor. Como marco general y transversal de la revista está la referencia directa o indirecta a la guerra nuclear Oriente-Occidente. La carrera espacial EE. UU.-Unión Soviética es poco mencionada, y se encuentra más bien en la página didáctica, de no-ficción “El camino del espacio”. 
Temas únicos o excepcionales: en “Dos por la humanidad”, N.º 2, invención de máquina o arma de destrucción mundial; en “El héroe” del N.º 10, la mentira de los medios de comunicación. En N.º 21 “El primer contacto” difunde el relato real y conocido de George Adamski, un ciudadano norteamericano que decía haberse contactado con extraterrestres; puede entendérsela hasta cierto punto como historieta de no ficción. En el N.º 29, “Recuerdo” es la única historia cuyo énfasis está en describir una visión, un encuentro que no se halla dentro de un conflicto de oposiciones.